# Vetje

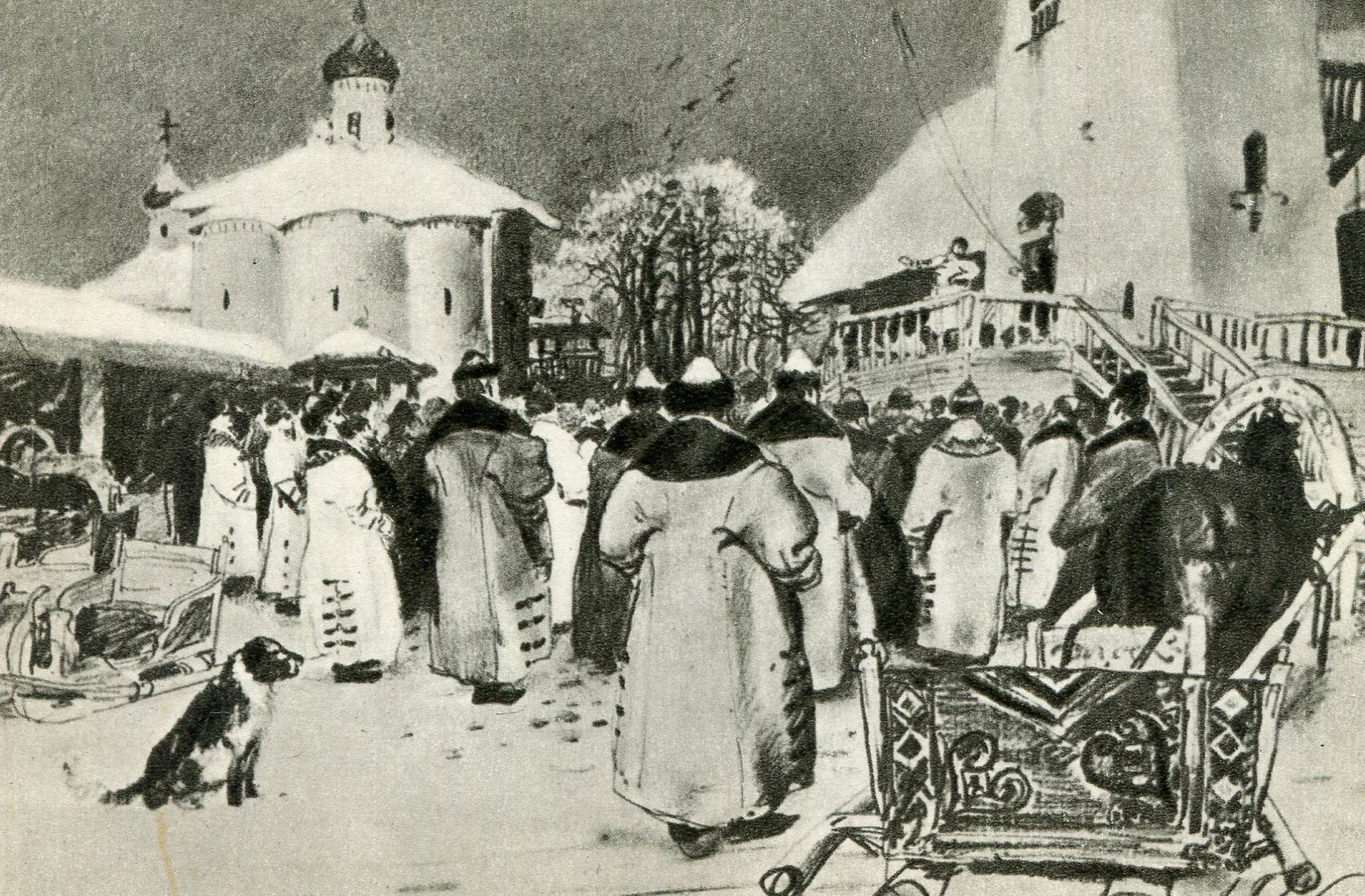
Vetje i Novgorod av A. Ryabushkin

Vetje (ryska: вече, polska: wiec, ukrainska: віче, belarusiska: веча, kroatiska: vijeće, serbiska: веће, fornkyrkoslaviska: věšte, makedonska: совет) var en folkförsamling i medeltida slaviska riken. 
Den var en fortsättning på allmänna folkförsamlingar hos slaviska folkstammar när de bosatte sig vid permanenta handelsplatser och blev en del av ett demokratiskt styrelseskick när handelsplatserna blev städer i Kievriket. Befogenheterna för vetjen varierade mellan städerna, det kunde vara om prinsen som ärvde staden skulle accepteras, prinsen möjlighet att använda stadens milis och lokala frågor. Rätten att rösta tillhörde familjeledaren men alla manliga fria män kunde yttra sig. Vetjen hade störst betydelse under 1000- och 1100-talet men minskade när städerna runt Dnepr förlorade betydelse till städer i den nordöstra delen av Kievriket som saknade starka borgare. Efter Mongolväldets invasion 1240 och med prinsarnas hjälp minskade vetjens betydelse ytterligare för att i mitten på 1400-talet var borta i de flesta städerna. En av de sista vetjena var i Pskov och den upphörde 1510.

## Novgorod
I den ryska stadsstaten Novgorod, där vetjen nådde störst betydelse, kan den jämföras med de nordiska rikenas ting. Den upphörde 1478.

## Källhänvisningar
1. 1 2  ”Veche”. Encyclopædia Britannica. Encyclopædia Britannica, Inc. http://www.britannica.com/EBchecked/topic/624300/veche. Läst 13 oktober 2014.
2. ↑  Walter G. Moss (2005). ”The Boyar Duma and the Veche”. A History of Russia Volume 1: To 1917. Anthem Press. sid. 24. http://books.google.com/books?id=BXgNSFIEJ2QC&pg=PA24&lpg=PA24&dq=Boyar+Dumas&source=bl&ots=aL7YRh_AeI&sig=eegM_07d4g7tAhB2vXdre3Yq_TY&hl=en&sa=X&ei=wW84VKuxHs-IsQTzm4CQAw&ved=0CEYQ6AEwBg#v=onepage&q=Boyar%20Dumas&f=false. Läst 13 oktober 2014.